# ۱۹۳۱

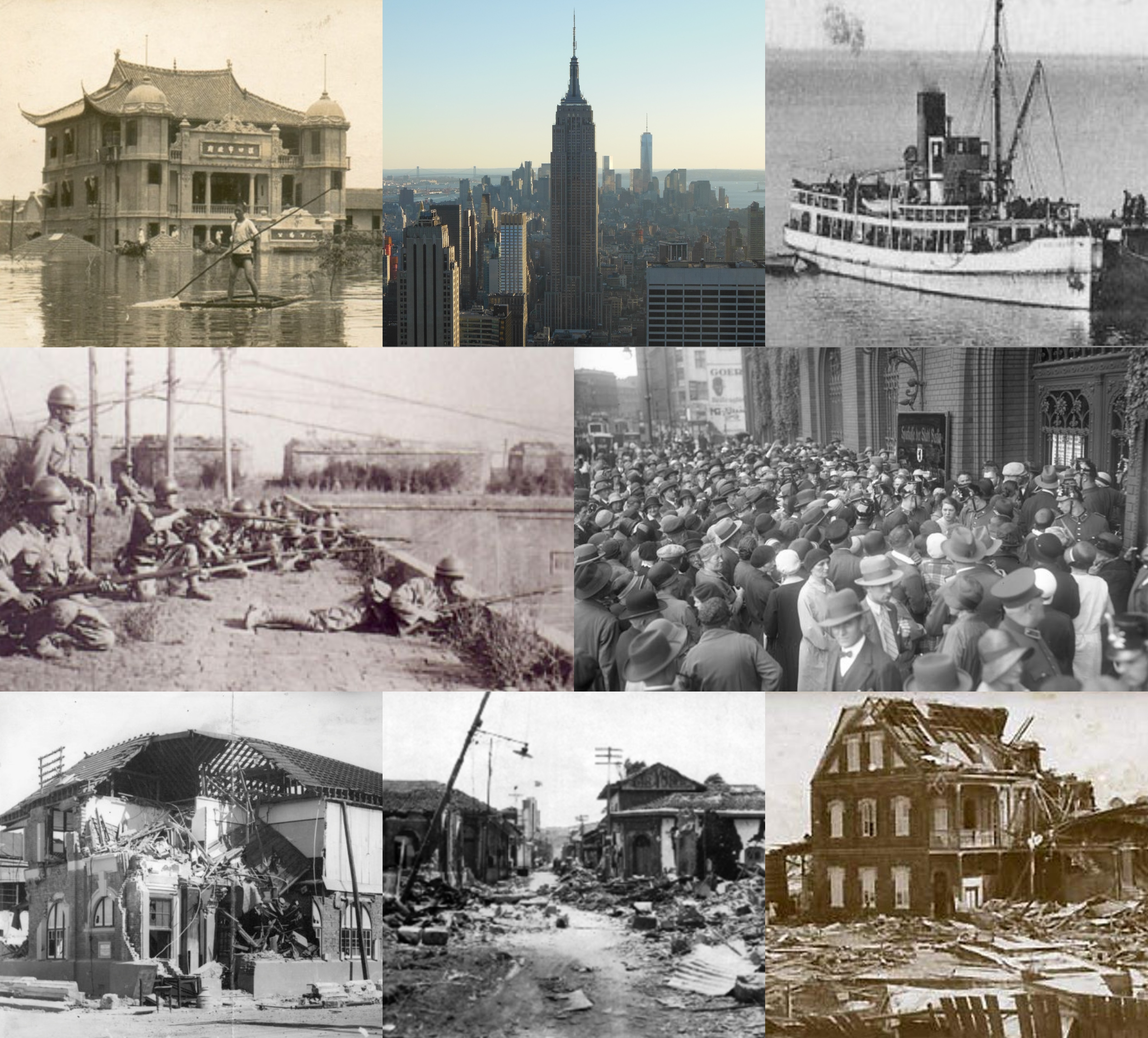

## رویدادها
- خلق اثر تداوم حافظه (به انگلیسی: The Persistence of Memory) از نقاش فراواقع گرای اسپانیایی، سالوادور دالی (۱۹۰۴ - ۱۹۸۹ میلادی)
- تأسیس نیروی هوایی عراق توسط ارتش بریتانیا.

## زادروزها
- ۱ فوریه - بوریس یلتسین اولین رئیس‌جمهور، جمهوری فدراتیو روسیه (د. ۲۰۰۷)
- ۸ فوریه - جیمز دین، بازیگر آمریکایی (د. ۱۹۵۵)
- ۷ آوریل - دونالد بارتلمی (به انگلیسی: Donald Barthelme) ‏ (۱۹۳۱ – ۱۹۸۹) نویسندهٔ و روزنامه‌نگار آمریکایی
- ۱ ژانویه - سرگئی آدیان، ریاضی‌دان اهل ارمنستان (د. ۲۰۲۰)
- ۱۳ ژانویه – چارلز نلسون ریلی، بازیگر آمریکایی (د. ۲۰۰۷)
- ۱۷ ژانویه – جیمز ارل جونز، صداپیشه و بازیگر آمریکایی (د. ۲۰۲۴)
- ۱۸ ژانویه – چون دو هوان، سیاست‌مدار اهل کره جنوبی (د. ۲۰۲۱)
- ۲۰ ژانویه – دیوید موریس لی، فیزیک‌دان آمریکایی
- ۲۲ ژانویه – سم کوک، خواننده آمریکایی (د. ۱۹۶۴)
- ۲۴ ژانویه – لارس هرماندر، ریاضی‌دان سوئدی (د. ۲۰۱۲)
- ۲ مارس – میخائیل گورباچف، آخرین رهبر اتحاد شوروی (د. ۲۰۲۲)
- ۳ مارس – جان اسمیت (هنرپیشه)، بازیگر آمریکایی (د. ۱۹۹۵)
- ۲۴ مارس – کانی هینس، بازیگر آمریکایی (د. ۲۰۰۹)
- ۲۶ مارس – لنارد نیموی، صداپیشه، نویسنده، شاعر، موسیقی‌دان، بازیگر، و کارگردان آمریکایی (د. ۲۰۱۵)
- ۲۷ مارس – دیوید جانسن، بازیگر آمریکایی (د. ۱۹۸۰)
- ۶ آوریل – محمد علی فردین، کشتی گیر و بازیگر ایرانی (د. ۲۰۰۰)
- ۷ مه – ترزا برو، خواننده آمریکایی (د. ۲۰۰۷)
- ۱۸ مه – رابرت مورس، بازیگر آمریکایی (د. ۲۰۲۲)
- ۲۵ مه – گئورگی گرچکو، مهندس و فضانورد اهل شوروی (د. ۲۰۱۷)
- ۲۸ مه – کارول بیکر، بازیگر آمریکایی
- ۱۰ ژوئن – ژوآئو ژیلبرتو، خواننده، گیتاریست، و آهنگساز برزیلی (د. ۲۰۱۹)
- ۲۴ ژوئن – بیلی کاسپر، بازیکن گلف آمریکایی (د. ۲۰۱۵)
- ۲۶ ژوئن – کالین ویلسون، نویسنده بریتانیایی (د. ۲۰۱۳)
- ۲۷ ژوئن – مارتینیوس ولتمن، فیزیک‌دان هلندی (د. ۲۰۲۱)
- ۴ ژوئیه – استیون بوید، بازیگر آمریکایی (د. ۱۹۷۷)
- ۱۱ ژوئیه – تب هانتر، بازیگر و خواننده آمریکایی (د. ۲۰۱۸)
- ۲۷ ژوئیه – جری ون دایک، بازیگر آمریکایی (د. ۲۰۱۸)
- ۹ اوت – ماریو زاگالو، بازیکن فوتبال برزیلی (د. ۲۰۲۴)
- ۴ سپتامبر – میتزی گلوریا، بازیگر و خواننده آمریکایی
- ۱۰ سپتامبر – فیلیپ بیکر هال، بازیگر آمریکایی (د. ۲۰۲۲)
- ۱۷ سپتامبر – آن بنکرافت، کارگردان، صداپیشه، بازیگر، و فیلمنامه‌نویس آمریکایی (د. ۲۰۰۵)
- ۳ اکتبر – دنیس اسکات براون، معمار آمریکایی
- ۶ اکتبر – ریکاردو جیاکونی، ستاره‌شناس و فیزیک‌دان ایتالیایی (د. ۲۰۱۸)
- ۶ نوامبر – مایک نیکولز، بازیگر، فیلمنامه‌نویس، تهیه‌کننده، و کارگردان آمریکایی (د. ۲۰۱۴)
- ۱۵ نوامبر – موای کیباکی، اقتصاددان اهل کنیا (د. ۲۰۲۲)
- ۲۶ نوامبر – آدولفو اسکیبل، معمار آرژانتینی
- ۲۸ نوامبر – میکل فرر، بازیکن فوتبال اهل اسپانیا (د. ۲۰۲۱)
- ۱۷ دسامبر – دیو مدن، بازیگر آمریکایی (د. ۲۰۱۴)
- ۲۸ دسامبر – مارتین میلنر، بازیگر آمریکایی (د. ۲۰۱۵)

## درگذشت‌ها
- ۱۰ آوریل - جبران خلیل جبران: نویسنده سرشناس لبنانی.
- ۲۲ ژانویه – آلما روبنس، بازیگر آمریکایی (ز. ۱۸۹۷)
- ۱۱ فوریه – چارلز الگرنون پارسونز، مهندس بریتانیایی (ز. ۱۸۵۴)
- ۱۶ فوریه – ویلهلم فن گلودن، عکاس آلمانی (ز. ۱۸۵۶)
- ۲۶ فوریه – اوتو والاخ، شیمی‌دان آلمانی (ز. ۱۸۴۷)
- ۱۱ مارس – فریدریش ویلهلم مورنائو، کارگردان آلمانی (ز. ۱۸۸۸)
- ۳۱ مارس – کنات راکن، یک فوتبالیست و مربی آمریکایی است (ز. ۱۸۸۸)
- ۸ آوریل – اریک آکسل کارلفلدت، شاعر سوئدی (ز. ۱۸۶۴)
- ۱۲ ژوئیه – نیتن زودربلوم، کشیش سوئدی (ز. ۱۸۶۶)
- ۲۶ اوت – اوساچی هاماگوچی، سیاست‌مدار ژاپنی (ز. ۱۸۷۰)
- ۱۶ سپتامبر – عمر مختار، معلم لیبیایی (ز. ۱۸۵۸)